# トタテグモ下目
トタテグモ下目 Mygalomorphae は、クモ類（クモ目）の下位分類群の一つ。原蛛下目（げんしゅかもく、げんちゅかもく）ともいい、トタテグモ科など地下生活でハラフシグモ亜目に似た所の多いクモ類を含む。巣穴の入り口に網を張るものもある。タランチュラと言われるオオツチグモ科もここに含まれる。

## 概説
トタテグモ下目は以前は原疣類と言われたもので、ハラフシグモ類についで原始的なものとされた。歩脚状の触肢や2対の書肺など、ハラフシグモ類と共通する点が多く、多くが地下に穴を掘って生活する点も似ている。他方で、糸疣は二対が普通で、これはハラフシグモ類やクモ下目（普通のクモ類）よりも少なく、この類独特の特徴である。
ハラフシグモ類同様の生活をしているものもあるが、糸の使用は遙かに多い。より発達した捕虫装置を持つもの、明らかに網を張るものが含まれる。

## 特徴
多くはがっしりとした体格のクモである。上顎（鋏角）は大きくて、はっきりと前方に突き出す。牙は下向き、後方に向いて付き、顎全体としては上下方向に動かすことが出来る。大顎の内部には毒腺があり、これが鋏角内に収まり、頭胸部には達しない。
触肢は歩脚とほぼ同様に発達するものもあるが、明らかにより短く細いものもある。雄の触肢には触肢器官があるが、構造は比較的単純である。触肢基部は発達して下唇に届く。。眼は普通は8個で、頭胸部前方中央に寄り集まる例が多い。
腹部には体節構造が外見では見られない。書肺は二対。雌の生殖孔付近は単純で、外雌器は発達しない。糸疣は腹部後端、肛門の前に位置し、多くは二対であるが三対のものもある。

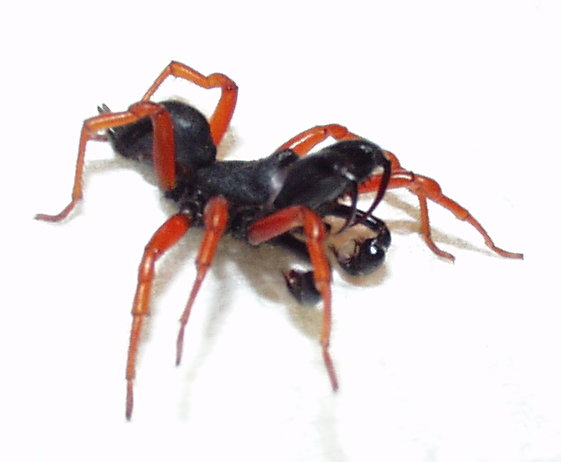
Sphodros rufipes （ジグモ科）雄成体 大顎と牙が上下に動く
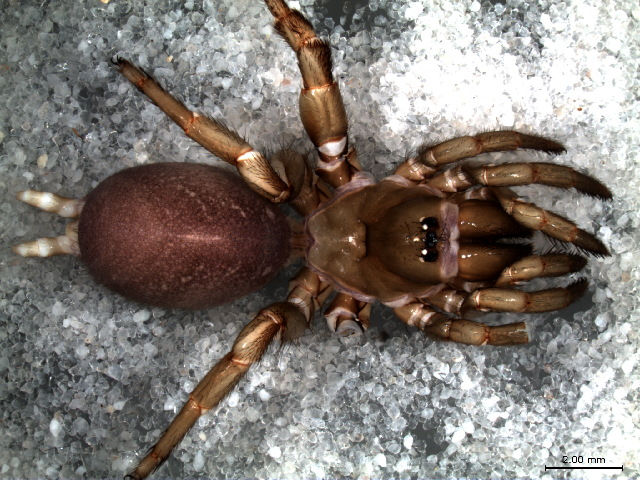
Hebestatis sp. （トタテグモ科） 触肢は歩脚のように発達・目は8眼
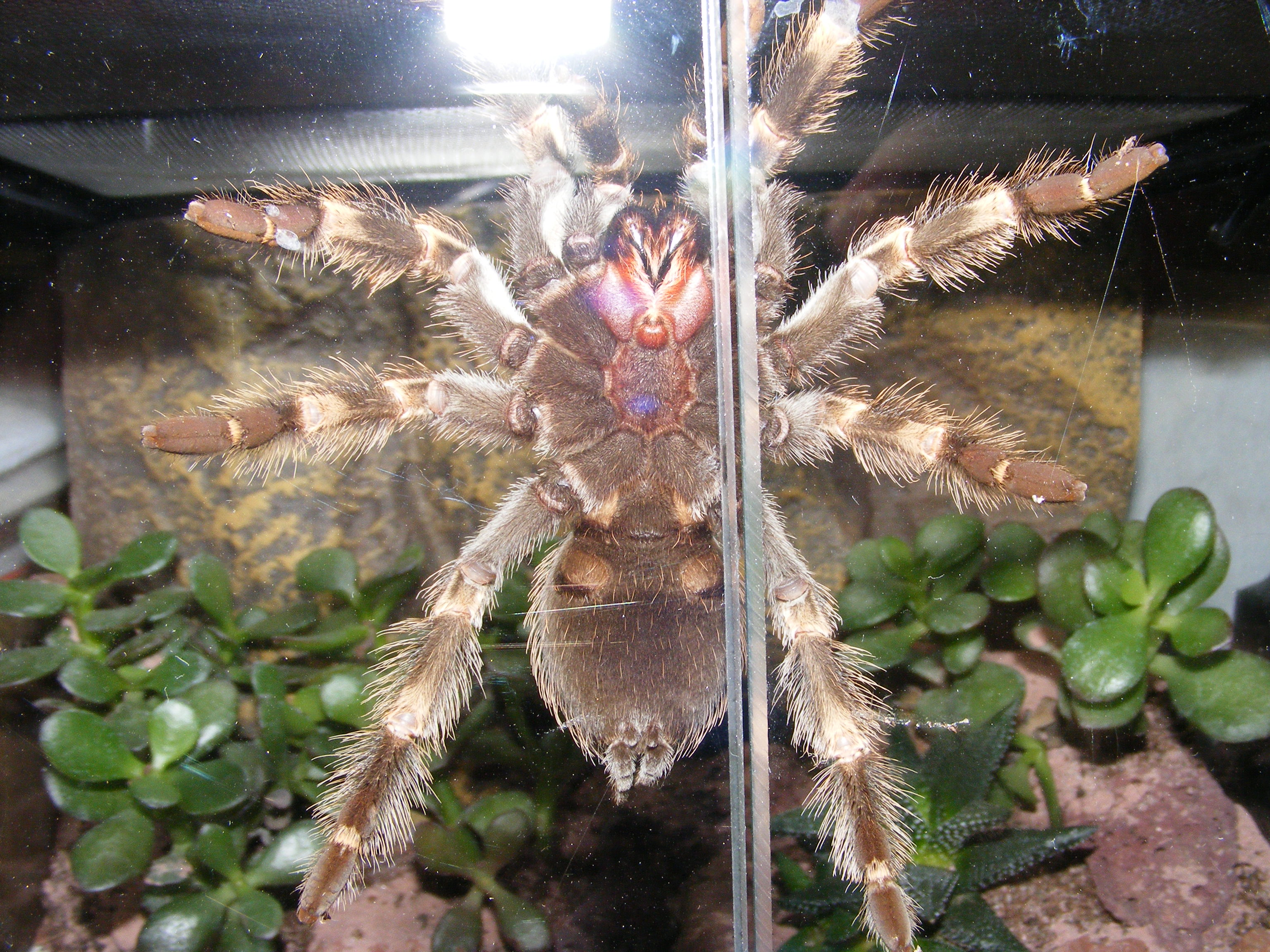
Brachypelma Smithi （オオツチグモ科） 腹部前方に書肺が2対（前の対は第4脚基部に重なっている）

## 生態など
地下に巣穴を作って生活するものが多い。トタテグモ科のものなどはその入り口に片開きの蓋を付け、普段は蓋を閉じ、昆虫などが通りかかると跳び出して捕らえ、巣穴に引きずり込む。扉は糸に土などを合わせて作られ、巣穴の内側は全て糸で覆う。カネコトタテグモ科では巣穴の入り口に両開きの扉を付ける。より発展的な型としては、ジグモ科では巣穴の口から糸で作られた筒を伸ばし、これに昆虫などが触れるとクモは内側から噛み付いて引きずり込む。つまり一種の捕獲装置となっている。さらにジョウゴグモ科などでは巣穴の入り口から広がった漏斗状網を張る。逆に、ワスレナグモでは巣穴の入り口には何も作らない。
地上に出たものもある。キノボリトタテグモ属のものはトタテグモの巣を短縮してそのまま樹皮上に貼り付けたような、蓋のある袋を作る。ジョウゴグモ科などでは巣穴がさほど地中に入らず、落葉や朽ち木の下に伸びる程度である例も多い。
また、幼生が糸を伸ばして飛ぶ（バルーニング）ものも知られている。

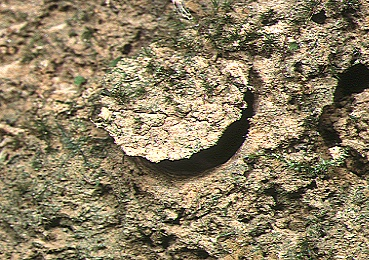
Latouchia formosensis （トタテグモ科） 巣穴入り口の蓋
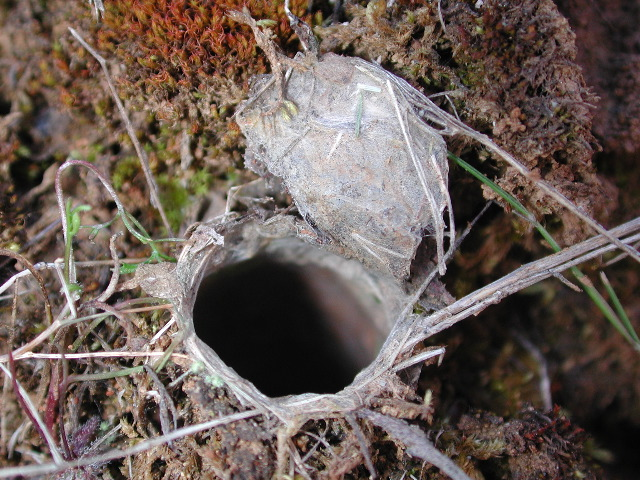
Cyrtaucheniidae sp.（モサトタテグモ科） 蓋と巣穴は糸で裏打ちされている
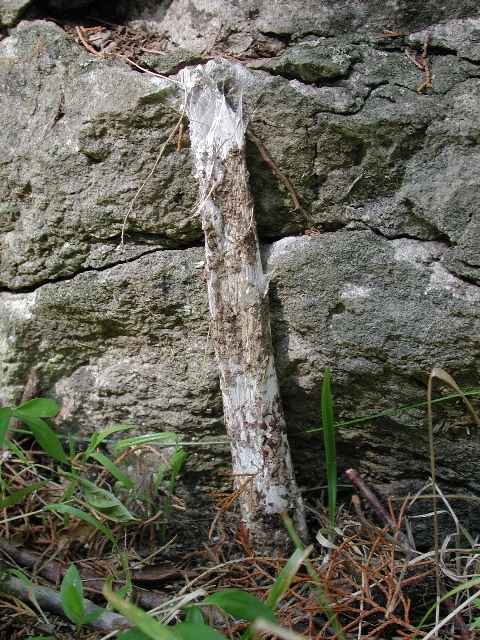
Sphodros sp. （ジグモ科） 地上に伸びた筒
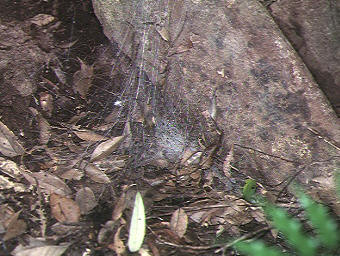
オオクロケブカジョウゴグモ （ジョウゴグモ科） 地上に張られた網

## 分類
かつてはクモ目を三分してこの群を原疣類と称した。ハラフシグモ類（現ハラフシグモ亜目）と普通のクモ類（現クモ下目）との間に位置し、その中間的な進化過程のものとの判断であった。実際、この類は祖先的な形質を多く持つハラフシグモ類と普通のクモ類の両方に共通した特徴を持っている。例えば上顎の可動方向、二対の書肺等の特徴はハラフシグモ類と、腹部後端にある糸疣や触肢基部が広がって下顎となっていることなどは普通のクモ類との共通点である。他方、触肢器官は単純で、これはむしろハラフシグモ類の方が複雑である。また糸疣が普通は二対であることはそのどちらとも異なる。糸に関してはハラフシグモ類がごく限定的にしか使用しないのに対し、遙かに多くの量を使用し、よく発達した網を張るものさえある。糸腺の数は多くなく、糸腺も1種しか持たないものもあるが、多くは2種を持つ。
分岐分類学的分析では、この類はクモ目の系統樹でハラフシグモの次に分岐し、単系統をなすとされる。ただし、下目内部の系統関係については定説がない。
ここでは小野編著(2009)の体系を挙げておく。
Araneae クモ目
- Opisthothelae クモ亜目
  - Mygalomorphae トタテグモ下目
    - Fornicephalae トタテグモ科群
      - Atypidae ジグモ科：ジグモ
      - Calommatidae ワスレナグモ科：ワスレナグモ
      - Antrodiaetidae カネコトタテグモ科
      - Cyrtaucheniidae モサトタテグモ科
      - Idiopidae カワリトタテグモ科
      - Ctenizidae トタテグモ科
      - Actinopodidae ヤノテグモ科
      - Migidae アゴマルトタテグモ科
      - Halonoproctidae
        - Cyclocosmia
          - C. truncata

    - Tuberculotae ジョウゴグモ科群
      - Mecicobothriidae イボナガジョウゴグモ科
      - Microstigmatidae ビキモンジョウゴグモ科
      - Hexathelidae ジョウゴグモ科
      - Dipluridae ホンジョウゴグモ科
      - Nemesiidae イボブトグモ科
      - Barychelidae ヒラアゴツチグモ科
      - Paratropididae ヘリカタジグモ科
      - Theraphosidae オオツチグモ科

## 利害
ここに含まれるオオツチグモ科はいわゆるタランチュラであり、ペットとして飼育されることがある。毒グモと言われることもあるが、多くの種ではさほど恐ろしいものではない。だが、一部には実際に強い毒性の強いものがある。毒グモとしては、ジョウゴグモ科のシドニージョウゴグモ属等も有名である。